# 一保堂
株式会社一保堂茶舗（いっぽどうちゃほ)は、京都市中京区寺町通二条上ルにある日本茶専門店。

## 店名由来
屋号は1846年（弘化3年）に山階宮家から賜ったもので、「茶一つを保つ」の意。

## 営業路線
茶の加工と販売を主な事業とし、百貨店などの販路以外に茶道の家へ茶を収めている。
また、オンラインショッピングで購入することもできる。
品揃えは、茶の他に茶器も扱われている。抹茶は表千家好みと裏千家好みの双方をそろえられている。近年は公民館などに社員を派遣して日本茶の淹れ方や効用についての講習を行なうなど、京都市と協力したイベントも手がけている。

## 歴史
1717年（享保年間）、京都の寺町二条に「近江屋」として創業し、茶や陶器を商う。明治時代は茶の輸出問屋としてアメリカに茶を輸出していたが、大正以降は茶の小売を主な事業とする。1964年（昭和39年） に改組し、株式会社一保堂茶舗となった。
ここにマークアップを無効にするテキストを入力します==外部リンク==
- 一保堂茶舗